# Flavius Merobaudes
Flavius Merobaudes was een Latijnse redenaar en dichter uit de 5e eeuw. Hij was een Romein van Frankische afkomst die in Spanje opgroeide en mogelijk een afstammeling was van de Romeinse generaal  Merobaudes  die in de vierde eeuw leefde. 
Hij was de officiële laureaat van keizer Valentinianus III en diens opperbevelhebber Aetius. Tot het begin van de 19e eeuw was hij alleen bekend door een bericht over hem in de Kronieken (jaar 443) van zijn tijdgenoot Hydatius, waar hij wordt geprezen als dichter en redenaar, en melding wordt gemaakt van beelden die ter ere van hem zijn opgericht.  In 1813 werd in Rome de basis van een standbeeld ontdekt, met een lange inscriptie uit het jaar 435 ( CIL vi. 1724) over  Flavius Merobaudes, die zijn verdiensten als krijger en dichter vierde. Hij maakte deel uit van het leger dat met Aëtius in 430-431 een veldtocht in de Alpen voerde. Tien jaar later werden enkele Latijnse verzen ontdekt op een palimpsest in het klooster van St. Gallen, waarvan het auteurschap terug te voeren is op Merobaudes, vanwege de grote gelijkenis in taal met die van de inscriptie. 

## Werk
Van Merobaudes is alleen een kort gedicht van 30 hexameters bekend, De Christo. Merobaudes verheerlijkte in het gedicht een triomf van de Romeinse legermeester Aëtius. Als dank hiervoor ontving hij een standbeeld op het Forum van Trajanus. Volgens de bewaard gebleven inscriptie van dit beeld uit 435 had Merobaudes de rang van vir spectabilis en was hij in hoog aanzien bij het keizerlijk hof als comesacri consistorii. Uit de weinige fragmenten die hij van zijn werk heeft bewaard, blijkt dat Merobaudes vooral lofspraken schreef, dat wil zeggen dat hij een panegyriek was.
Merobaudes kreeg later de titel van patricius en hij werd in 443 benoemd tot magister militum (legerleider) in Gallië, als opvolger van Flavius Astyrius. Van hem is nog bekend dat hij in Hispania Romeinse campagne heeft  gevoerd.